# SV Excelsior
SV Excelsior is een Surinaamse voetbalclub uit Meerzorg. SV Excelsior speelt in het Meerzorg Stadion.

## Erelijst
- Beker van Suriname

2010

## Bekende (oud-)spelers
- Giovanni Drenthe
- Jetro Fer
- Regillio Pinas
- Gregory Rigters